# Campionati mondiali di pentathlon moderno 2014
I campionati mondiali di pentathlon moderno 2014 si sono svolti dal 1° al 7 settembre 2014 a Varsavia, in Polonia.

## Medagliere
| Pos.   | Paese         | Oro | Argento | Bronzo | Totale |
| ------ | ------------- | --- | ------- | ------ | ------ |
| 1      | Cina          | 2   | 1       | 2      | 5      |
| 2      | Gran Bretagna | 1   | 2       | 0      | 3      |
| 3      | Francia       | 1   | 1       | 0      | 4      |
| 4      | Ungheria      | 1   | 0       | 0      | 1      |
| 4      | Lituania      | 1   | 0       | 0      | 2      |
| 4      | Russia        | 1   | 0       | 0      | 1      |
| 7      | Bielorussia   | 0   | 2       | 1      | 3      |
| 8      | Egitto        | 0   | 1       | 0      | 1      |
| 9      | Corea del Sud | 0   | 0       | 1      | 1      |
| 9      | Italia        | 0   | 0       | 1      | 1      |
| 9      | Polonia       | 0   | 0       | 1      | 1      |
| 9      | Rep. Ceca     | 0   | 0       | 1      | 1      |
| Totale | Totale        | 7   | 7       | 7      | 21     |

## Podi

### Maschili
| Evento      | Oro                                             | Argento                                                   | Bronzo                                 |
| Individuale | Aleksandr Lesun                                 | Amro el-Geziry                                            | Jan Kuf                                |
| A squadre   | Ungheria Róbert Kasza Bence Demeter Ádám Marosi | Francia Valentin Belaud Valentin Prades Christopher Patte | Cina Haihang Su Jianli Guo Jiahao Han  |
| Staffetta   | Francia Valentin Belaud Valentin Prades         | Bielorussia Stanislau Zhurauliou Raman Pinchuk            | Corea del Sud Woo Jin Lee Woojin Hwang |

### Femminili
| Evento      | Oro                                  | Argento                                                   | Bronzo                                                                |
| Individuale | Samantha Murray                      | Chen Qian                                                 | Liang Wanxia                                                          |
| A squadre   | Cina Chen Qian Liang Wanxia Wang Wei | Gran Bretagna Freyja Prentice Samantha Murray Kate French | Bielorussia Tatsiana Yelizarova Anastasiya Prokopenko Katsiaryna Arol |
| Staffetta   | Cina Chen Qian Liang Wanxia          | Bielorussia Anastasiya Prokopenko Katsiaryna Arol         | Italia Camilla Lontano Lavinia Bonessio                               |

### Misti
| Evento    | Oro                                           | Argento                                | Bronzo                                     |
| Staffetta | Lituania Justinas Kinderis Laura Asadauskaitė | Gran Bretagna Joseph Evans Kate French | Polonia Szymon Staśkiewicz Oktawia Nowacka |